# 阿尔科诺斯特

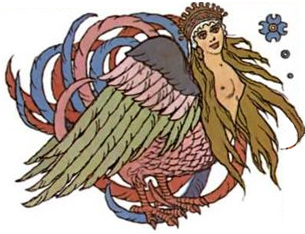
伊万·比利宾的阿尔喀诺斯特

根据俄罗斯神话和民间传说，阿尔喀诺斯特（俄语：Алконост）是一个长有美女头和鸟身的生物。它的叫声美丽的令人惊讶，谁听到它的声音，就会忘记一切，以后再也想不起来。她与搭档西琳生活在冥界。 阿尔科诺斯特将蛋下在海滩上，让海浪将它们卷入海中。当阿尔喀诺斯特的蛋孵化时，雷雨会使大海变得波涛汹涌，无法航行。阿尔科诺斯特的名字来源希腊一名叫阿尔库俄涅的半神半人女性。在希腊神话中，阿尔库俄涅后来被神变成了一只翠鸟。

## 画廊

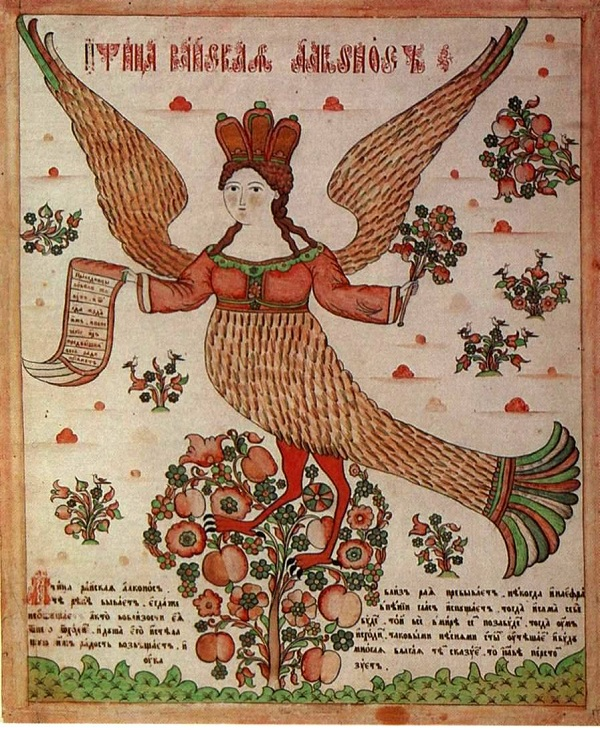
版画图片
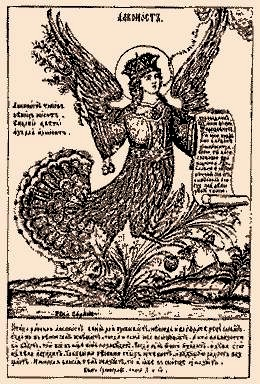
明信片, 1908
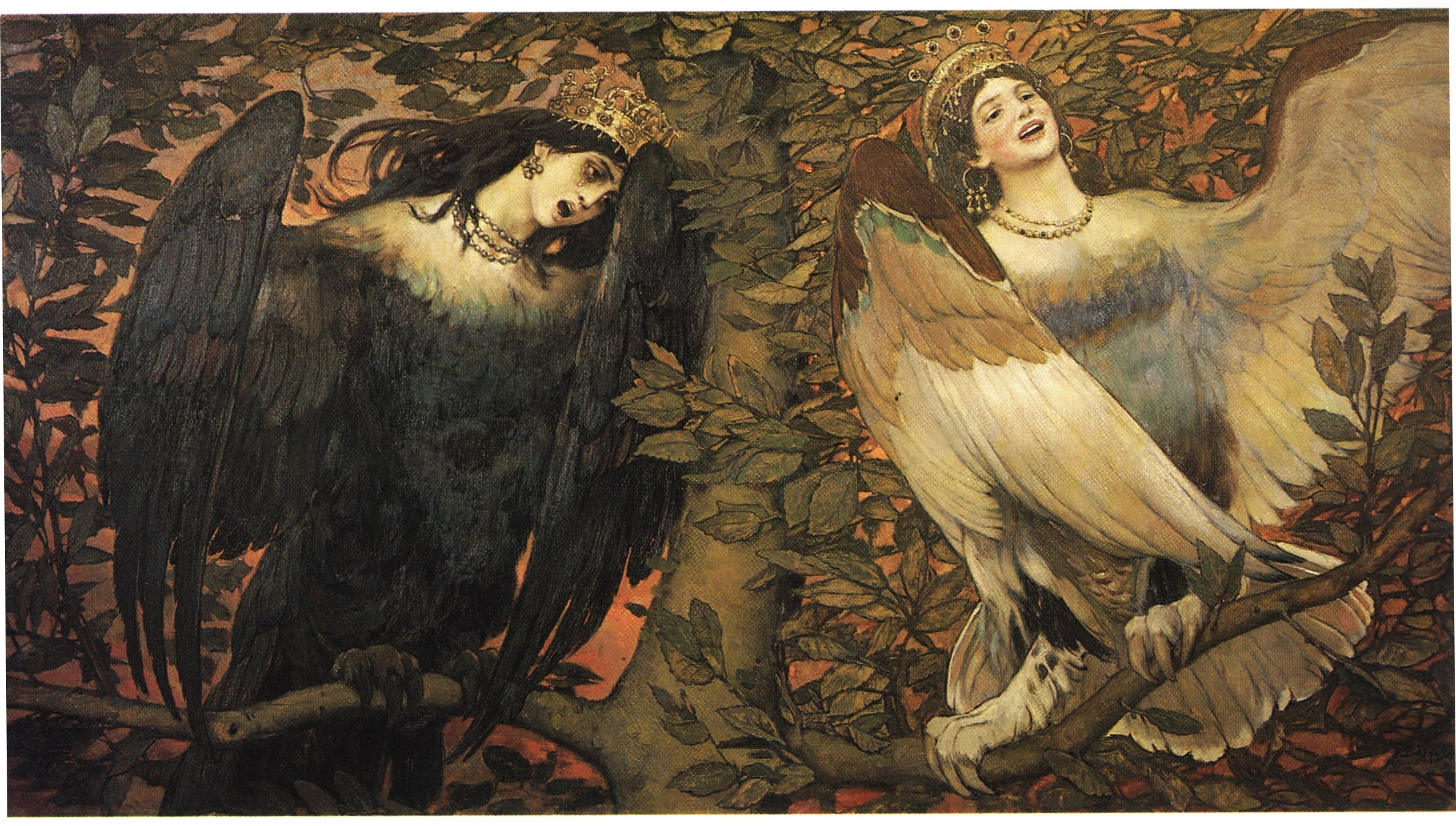
维克托·瓦斯涅佐夫的西琳(左)和阿尔科诺斯特(右)快乐和悲伤之鸟(1896)

## 大众文化
- Rockstar Games旗下游戏《侠盗猎车手Online》于2020年12月15日的更新中新增一架以图-160为原型的战略轰炸机，其名为“RO-86 阿尔科诺斯特”。

## 参阅
1. ↑  . innovativeKids. 2007: 23.
2. ↑  马修斯, 约翰; 凯特琳·马修斯. . HarperElement. 2005: 16. ISBN 978-1-4351-1086-1.
3. ↑  尼娜, 莉娜.G. . Tumblr.   [2014-01-24]. （原始内容存档于2011-08-27）.